# Molista (Ioannina)
Molista (greacă Μόλιστα) este un oraș în Grecia în prefectura Ioannina.

## Populație
- 1981: 107
- 1991: 86
- 2001: 67